# Eduardo Victoria
Eduardo Victoria Samperio (ur. 7 września 1970 r. w Meksyku) - meksykański aktor.
Jego prawdziwe nazwisko to Eduardo Victoria Samperio. Jest żonaty z Tania Arredondo od 29 kwietnia 2000 roku.

## Filmografia
- 2008: El Cártel jako Carlitos
- 2006: Marina jako Federico
- 2005: Los Plateados jako Andres Castaneda
- 2004: Belinda
- 2002: País de las mujeres, El jako El Alebrije
- 2001: Amores querer con alevosía jako Antonio Redondo